# Heorta mitis
Heorta mitis är en fjärilsart som beskrevs av William Schaus 1911. Heorta mitis ingår i släktet Heorta och familjen tandspinnare. Inga underarter finns listade i Catalogue of Life.